# Senke (Geowissenschaften)

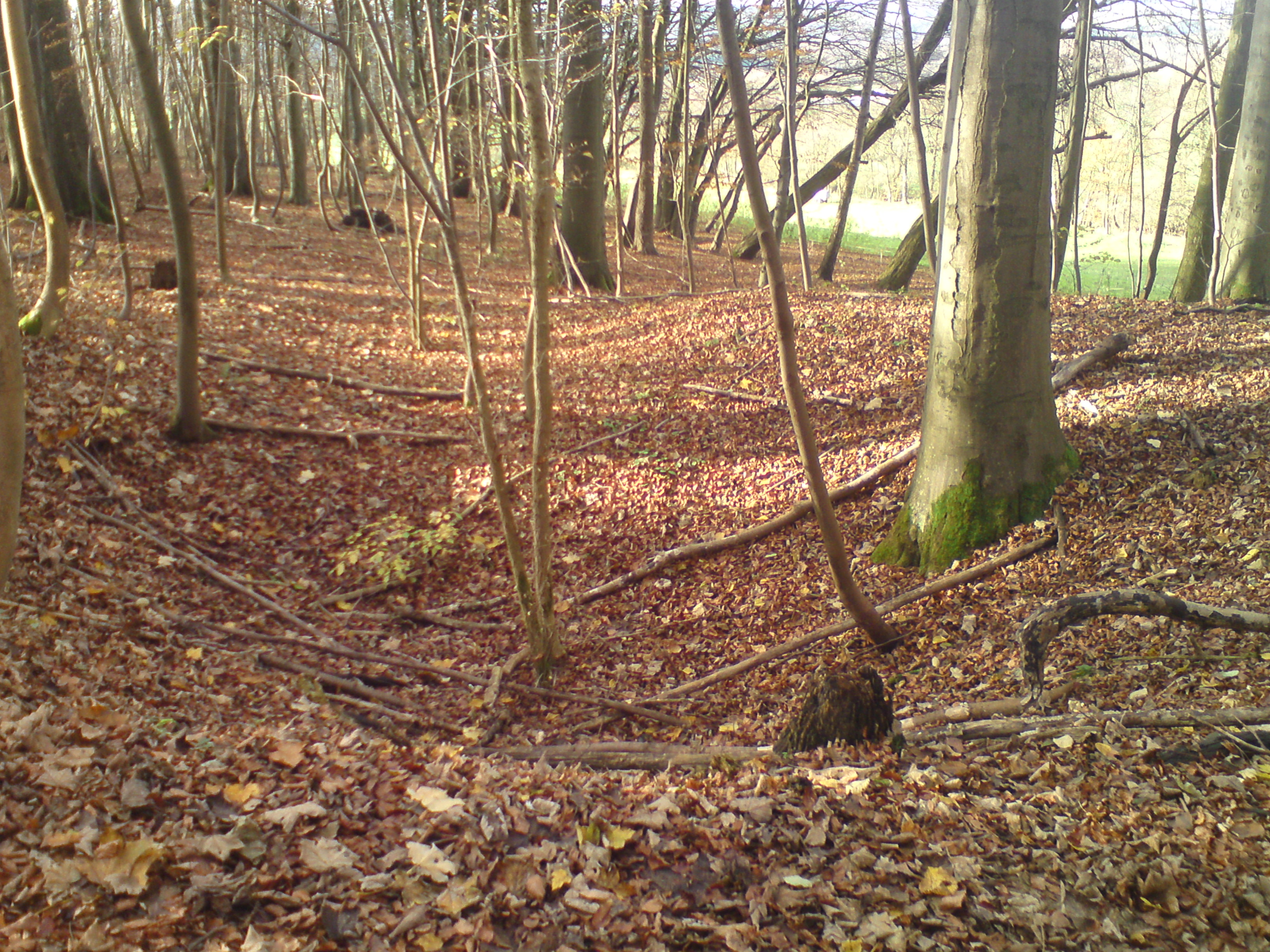
Geographisch betrachtet wird jede Hohlform im Bodenrelief als Senke bezeichnet, wie auch diese tiefe Kuhle im Bärenwinkel am Karstwanderweg

Eine Senke ist in den Geowissenschaften im Allgemeinen eine Hohlform im Bodenrelief; ein flaches Stück Erdoberfläche, das von Erhebungen umgeben ist.
In der Geologie im Besonderen ist eine Senke ein Teil der Erdoberfläche, der tektonisch bedingt gegenüber seiner Umgebung abgesunken ist. Je nach Form, Größe oder Lage werden tektonische Senken als Kessel (rundlich, kleiner), Becken (rundlich, größer), Graben (länglich, schmal) oder Depression (Landsenke unterhalb Meeresspiegelniveau) kategorisiert. Tektonische Senkungen sind eine häufig vorkommende Ursache für die großen kontinentalen und marinen Bodenunebenheiten.

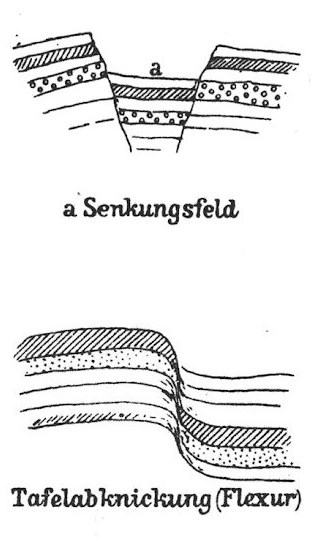
Die Tektonik der Erdrinde verursacht unter anderem Senken. Die Senkungsfelder werden dabei von Schicht-Brüchen oder -Verbiegungen umrandet.

## Definitionen
Unter einer Senke können in den Geowissenschaften unterschiedliche morphologische Sachverhalte verstanden werden, je nach geographischer oder geologischer Sichtweise.
Im Sinne der Geographie ist eine Senke eine größenunabhängige Hohlform im Bodenrelief, also eine negative Landform, ohne jedoch eine Aussage über deren Genese zu treffen. Ebenen und Flachböden, die von Erhebungen, und seien diese noch so flach, umgeben sind, werden als Senken bezeichnet. Senken bilden keine Geländeformgattung, sondern der Begriff setzt ein flaches Oberflächenstück nur zur überragenden Umgebung in Beziehung.
Im Sinne der Strukturgeologie ist eine Senke eine ausschließlich tektonisch verursachte Geländevertiefung, also ein Teil der Erdoberfläche, der gegenüber seiner Umgebung durch Verschiebungen in der Erdrinde bedingt, abgesunken ist. Die Senkungsfelder werden durch Bruchlinien oder bruchlose Verbiegungen (auch Flexur genannt) umrandet, die auch polygonal sein können.
Tektonische Senkungen gehören, neben Hebung, Verschiebung, vulkanischer Aufschüttung und Korallenriffbildung, zu den gestaltenden Faktoren erster Ordnung, die die Grundlage der großen Bodenunebenheiten schaffen. So kommen Senken in allen Erdregionen in unterschiedlichen Formen und Größen vor.
Eine differenzierte Bezeichnung der Senken erfolgt ihrer morphologischen Struktur entsprechend. Sind sie mehr oder weniger kreisförmig, werden sie als Kesselbruch bezeichnet, oder bei vorliegenden bruchlosen Verbiegungen als Verbiegungssenke, die Muldencharakter besitzt. Ist die Form langgezogen und schmal, mit mehr oder weniger parallel ausgerichteten Rändern, heißen sie Grabensenke, Grabenbruch, oder Grabenversenkung. Die größten Senken mit Ausmaßen von hunderten von Quadratkilometern, werden als Senkungsbecken bezeichnet.
Bei den kontinentalen Senken wird unterschieden zwischen endorheischen, die allseits geschlossen und abflusslos sind, und exorheischen, die nach einer oder mehreren Seiten offen sind und deren Wasser in die Meere abfließen kann. Die endorheischen Senken finden sich in Gebieten mit aridem Klima, wo sie wegen zu wenig Niederschlag und/oder zu hoher Verdunstung nicht mit Wasser aufgefüllt und zum Überlaufen gebracht werden können und so nur nach innen entwässern. Sie enthalten an ihrem Boden oft Salzsteppen und einen Salzsee oder Salzsumpf.
Kontinentale Senken, die mit ihrem tiefsten Punkt unterhalb des Meeresspiegelniveaus liegen, werden als Depression bezeichnet. Je nach ihrer Entfernung zum Meer wird zwischen Küsten- und Binnendepressionen unterschieden. Eine Küstendepression ist ein eingedeichtes, landfestes Gebiet im Küstenbereich. Die Binnendepressionen liegen naturgemäß in sehr trockenen Gebieten, denen es an dem nötigen Niederschlag fehlt, um eine Füllung des Beckens mit Wasser zu bewirken. Sie werden daher gewöhnlich von Wüsten oder Steppen, meist Salzsteppen, in ihrem tiefsten Teil häufig von Salzseen oder Salzsümpfen eingenommen. Wenn bei einer Depression auch der Wasserspiegel unter Meeresspiegelniveau liegt zählt sie zu den offenen Senken.
Befindet sie sich aber in Gebieten mit ausreichenden Niederschlägen und übersteigt der Wasserspiegel das Meeresspiegelniveau, wird von einer Kryptodepression (κρυπτός kryptos, deutsch ‚verborgen‘) gesprochen, also einer Depression die oberflächlich betrachtet im Verborgenen liegt.
Abweichend vom allgemeinen Erscheinungsbild zeigt sich nicht jede abgesunkene Scholle auch morphologisch als Senke. Das Oberflächenbild kann im Widerspruch zum tektonischen Bau stehen. Wenn die abgesunkenen Gesteine widerstandsfähiger gegen Abtragung sind als die umgebenden Gesteine, kommt es durch Erosion zu einer Reliefumkehr und das Senkungsfeld überragt schließlich seine Umgebung.
| Kategorie               | Beispiel | Beispiel | Boden m ü. M. | Wasserniveau m ü. M. |
| ----------------------- | -------- | --- | ------------- | -------------------- |
| Kesselbruch             |          | Hala-See-Becken in der chinesischen Provinz Qinghai. Wassergefüllte, endorheische Senke, tief eingebettet im Qilian-Shan-Gebirge in der Tibet-Hochebene. Der Wasserspiegel des Endsees müsste um fast 200 m (auf 4267 m ü. M.) steigen, um den niedrigsten Überlaufpunkt zu erreichen.                                          | 4013          | 4078                 |
| Verbiegungssenke        |          | Neckarbecken zwischen Stuttgart und Heilbronn. Exorheische Senke mit Abfluss über den Neckar, umgeben von großräumigen Schichtverbiegungen. | 170           |                      |
| Senkungsbecken          |          | Karpatenbecken (Pannonisches Becken) im südlichen Ostmitteleuropa (Ungarn und sechs weitere Staaten). Mit einer Ausdehnung von 250.000 km² Europas größte kontinentale Senke, exorheisch, mit Abfluss über die Donau. Umrandet von den Karpaten, den Dinariden und den Alpen. Entstanden unter Beteiligung großer Kesselbrüche. | 65            |                      |
| Grabensenke Grabenbruch |          | Oberrheingraben (Oberrheinische Tiefebene) zwischen Basel und Frankfurt am Main. Aufgrund seiner langgezogenen Form mit 300 km in Nord-Süd-Richtung und mit in etwa parallel ausgerichteten Rändern im Abstand von 30 bis 40 km, heißt die Senke Graben.                                                                        | 80            |                      |
| Grabensenke Grabenbruch |          | Hohenzollerngraben in Baden-Württemberg Ein Grabenbruch (30 km lang, 1,5 km breit) mit Reliefumkehr. Die tektonische Senke zeigt sich nicht als morphologische Senke, sondern als Bergkette. | - - -         | - - -                |
| Depression              |          | Turpan-Becken in der chinesischen Provinz Xinjiang. Eine Binnendepression, endorheisches Senkungsbecken mit einer Fläche von 40.000 km² unter Meeresspiegelniveau, im Zentrum des eurasischen Kontinents. Klimatisch bedingt, gibt es an seinem Boden keinen See, sondern einen Salzsumpf.                                      | - 154         | - - -                |
| Kryptodepression        |          | Baikalsee-Becken Im südlichen Sibirien, Russland. Exorheische Grabensenke mit dem Baikalsee, dem größten, tiefsten und ältesten Süsswasserreservoir der Erde. Der Wasserspiegel liegt über Meeresniveau und der Boden der Senke verborgen tief unter Meeresniveau.                                                              | - 1186        | + 455                |

## Entstehung
- glazial (fluvioglazial)
  - Toteislöcher, Sölle (z. B. Garrensee)
  - nicht verfülltes Gebiet hinter beziehungsweise zwischen Moränenwällen.
  - von Gletschern ausgeschürfte oder deren Gewicht abgesenkte Talböden (analog den Fjorden und Gebirgsrandseen) (z. B. San-Bernardino-Pass)
  - Fossile Blockgletscher
- geophysikalisch
  - Talsperren durch Massebewegungen
- fluviatil
  - Hochflutmulden (Sperren nach Überschwemmungstransport von Geschiebe), Kolke (z. B. Grenzdyck)
- tektonisch
  - Grabenbrüche (z. B. Wittlicher Senke bei Trier)
  - Becken (z. B. Great Divide Basin)
- geologisch
  - Talsperren durch Bergstürze (z. B. Lenzerheide (Pass)) sowie auf der Sturzmasse selbst (z. B. Flimser Bergsturz)
  - Versickerungen in Karstgebieten (Dolinen) (z. B. Lac de Joux, Donauversickerung) sowie Lockergesteinen (z. B. Dölauer Heide)
- anthropogen
  - durch Erdbewegung des Menschen, etwa Stauseen
  - im Bergbau: Eingestürzte Stollen (Bergbau), aufgelassenen Tagebau und Gruben (Kies-, Lehm-, Ton-, Sand- usw.), Tagebaurestlöcher (z. B. Lausitzer Seenland)